# Бристол (Јужна Дакота)
Бристол (енгл. Bristol) град је у америчкој савезној држави Јужна Дакота.

## Демографија
По попису из 2010. године број становника је 341, што је 36 (-9,5%) становника мање него 2000. године.
| Група             | 2000.        | 2010.       |
| Белци             | 377 (100,0%) | 334 (97,9%) |
| Афроамериканци    | 0 (0,0%)     | 0 (0,0%)    |
| Азијати           | 0 (0,0%)     | 0 (0,0%)    |
| Хиспаноамериканци | 0 (0,0%)     | 5 (1,5%)    |
| Укупно            | 377          | 341         |